# Reprezentacja Związku Radzieckiego U-18 w piłce nożnej mężczyzn
Reprezentacja Związku Radzieckiego U-18 w piłce nożnej – juniorska reprezentacja Związku Radzieckiego sterowana przez Związek Piłki Nożnej ZSRR. Jej największym sukcesem jest mistrzostwo Europy juniorów w 1966 (podzielone), 1967, 1976, 1978, 1988 i 1990 roku. Do 1980 występowała w Mistrzostwach Europy do lat 18, który nazywał się UEFA Junior Tournament. W 1992 roku po rozpadzie ZSRR kontynuowała rozgrywki reprezentacja WNP U-18.

## Sukcesy
- Mistrzostwa Europy U-18:
  - mistrz (6x): 1966 (podzielone), 1967, 1976, 1978, 1988, 1990
  - wicemistrz (1x): 1984
  - 3 miejsce (3x): 1969, 1977, 1982

## Występy w UEFA Junior Tournament
- 1957: Nie przystąpiła
- 1958: Nie przystąpiła
- 1959: Nie przystąpiła
- 1960: Nie przystąpiła
- 1961: Nie przystąpiła
- 1962: Faza grupowa
- 1963: Faza grupowa
- 1964: Nie przystąpiła
- 1965: Nie przystąpiła
- 1966: Mistrz (podzielone)
- 1967: Mistrz
- 1968: Faza grupowa
- 1969: 3 miejsce
- 1970: Faza grupowa
- 1971: 4 miejsce
- 1972: Faza grupowa
- 1973: Faza grupowa
- 1974: Nie zakwalifikowała się
- 1975: Faza grupowa
- 1976: Mistrz
- 1977: 3 miejsce
- 1978: Mistrz
- 1979: Nie zakwalifikowała się
- 1980: Nie zakwalifikowała się

## Występy w ME U-18
- 1981: Nie zakwalifikowała się
- 1982: 3 miejsce
- 1983: Faza grupowa
- 1984: Wicemistrz
- 1986: Nie zakwalifikowała się
- 1988: Mistrz
- 1990: Mistrz
- 1992: Ćwierćfinał